# Asparagus monophyllus
Asparagus monophyllus — вид рослин із родини холодкових (Asparagaceae).

## Біоморфологічна характеристика
Це багаторічна трав'яниста рослина, нижня частина дерев'яниста, міцна, гілки гнучкі, в поперечному розрізі круглі, гілки ± вигнуті. Листки (у нижній частині) зі шпорою. Кладодії 1.3–4(6) мм завдовжки, по 1–3, переважно по одній на вузол. Квітки по одній-дві в пазухах. Квітконіжки 3–4 мм. Плоди дрібні, чорні. Період цвітіння: березень.

## Середовище проживання
Зростає в Афганістані й західному Пакистані.